# Hawarden (Saskatchewan)
Hawarden es un pueblo canadiense situado en la provincia de Saskatchewan.

## Superficie
Hawarden tiene una superficie de 1,12 km².

## Demografía
En 2021, tenía 50 habitantes, una densidad poblacional de 44,6 hab./km², y 33 viviendas.